# Robert Glacier
Robert Glacier är en glaciär i Antarktis. Den ligger i Östantarktis. Australien gör anspråk på området. Robert Glacier ligger 82 meter över havet.
Terrängen runt Robert Glacier är platt åt nordväst, men åt sydost är den kuperad. Trakten är obefolkad. Det finns inga samhällen i närheten.